# 대한민국 제17대 국회의원 선거
대한민국 제17대 국회의원 선거는 2004년 4월 15일 목요일에 실시한 대한민국의 국회의원 선거이다. 이 선거부터 1인 2표제가 도입되어 지역구 투표에 1표, 비례대표 투표에 1표를 행사하게 되었다. 선거를 통하여 총 299명(지역구 243, 비례 56)의 국회의원을 선출하였으며, 선거 투표율은 60.6%를 기록하였다.
선거 결과 열린우리당이 단독 과반인 152석을 얻었다. 이어 한나라당이 121석, 민주노동당이 10석, 새천년민주당이 9석, 자유민주연합이 4석, 국민통합21이 1석, 무소속이 2석을 얻었다. 제17대 국회의원 당선자들의 임기는 2004년 5월 30일부터 4년이다.

## 선거 개요
민주당계 정권 2기 참여정부 출범부터 시작해서 삼김시대의 종식과 노무현 대통령의 새천년민주당 탈당과 열린우리당 창당 그리고 민주당-열린우리당 간의 분열, 제1야당 한나라당의 불법 대선 자금 수수, 김대중 정부의 4천억 불법 대북 송금, 노무현 대통령 탄핵소추에 이르기까지 많은 사건들이 영향을 미치는 가운데 2004년 4월 15일 17대 총선이 치러졌다. 지역구 투표율에 따라 전국구 의석을 배정하던 방식을 규정하던 공직선거법 제189조가 위헌 판정을 받아(2000헌마91), 이 선거부터 지역구 투표와 비례대표 투표를 별개로 실시하는 1인 2표제를 도입했다.

### 지역구 선거구 조정
서울특별시는 성동구,노원구 갑·을,송파구 갑·을은 선거구 인구수 초과으로 인해 각각 성동구 갑·을, 노원구 갑·을·병,송파구 갑·을·병으로 분구한다. 경기도는 수원시에 영통구가 신설되면서 수원시 팔달구에서 수원시 팔달구, 수원시 영통구 선거구가 분구되었다. 안양시 동안구는 안양시 동안구 갑·을, 의정부시는 의정부시 갑·을,남양주시는 남양주시 갑·을,광명시는 광명시 갑·을으로 분구하였다. 화성시·오산시는 인구 증가되어서 화성시, 오산시의 단독 선거구로 분리한다. 반면 단독 선거구였던 이천시와 여주군은 선거구 인구수 미달으로 인해 이천시·여주군으로 통합하고 반면 연천군·포천군, 광주군, 과천시·의왕시는 포천시-연천군, 광주시, 의왕시·과천시으로 명칭변경을 한다. 인천광역시에서 유일한 단독 선거구 계양구를 계양구 갑·을로 분구한다.
부산광역시 남구는 부산 남구 갑·을으로 분구하고 울산 남구는 울산 남구 갑·을으로 분리하고 경남는 김해시, 진주시를 각각 김해시 갑·을,진주시 갑·을으로 분리한다. 대신에 인구수 미달으로 인해 의령군·함안군, 함양군·거창군, 산청군·합천군이 의령군·함안군·합천군과 산청군·함양군·거창군으로 조정되었다. 대구광역시는 대구 동구, 대구 달서구 갑·을이 각각 대구 동구 갑·을,대구 달서구 갑·을·병으로 분리하게 된다. 경북은 단독선거구였던 구미시는 인구수 초과으로 인해 구미시 갑·을으로 분구되며 고령군·성주군과 칠곡군은 인구수 미달으로 인해 칠곡군·성주군·고령군으로 통폐합이 되었었다. 군위군·의성군, 봉화군·울진군, 청송군·영양군·영덕군은 군위군·의성군·청송군과 영양군·영덕군·봉화군·울진군으로 구역 조정되었다. 광주광역시는 서구가 서구 갑·을으로 분리되고 전라남도의 여수시는 인구 초과로 여수시 갑·을로 분구되었다. 반면, 나주시, 고흥군, 보성군·화순군이 나주시·화순군, 고흥군·보성군으로 조정되었다. 전라북도는 전주시 완산구, 익산시는 인구수가 초과되어서 전주시 완산구 갑을,익산시 갑을으로 분구되었다. 반면 김제시, 완주군·임실군, 진안군·장수군·무주군이 김제시·완주군, 진안군·장수군·무주군·임실군으로 구역 조정되었다. 충남는 부여군, 청양군·홍성군, 예산군이 부여군·청양군, 홍성군·예산군으로 구역 조정되었고, 논산시·금산군은 계룡시가 신설되면서 논산시·계룡시·금산군으로 선거구 명칭를 변경했다. 충북는 청주시 흥덕구가 인구수가 초과되어서 청주시 흥덕구 갑·을으로 분구했으며 진천군-괴산군-음성군은 증평군 신설으로 인해 증평군-진천군-괴산군-음성군으로 선거구 명칭를 변경했다. 강원은 태백시·정선군과 영월군·평창군이 선거구 인구수가 미달되어서 태백시·정선군·영월군·평창군으로 통폐합되었고, 속초시·고성군·양양군·인제군과 철원군·화천군·양구군이 속초시·고성군·양양군과 철원군·화천군·양구군·인제군으로 구역 조정되었다. 제주는 제주시,북제주군은 북제주군이 인구수 미달되어서 제주 지역의 일부를 편입해 와 제주시-북제주군 갑·을으로 명칭 변경되었다. 반면 대전광역시의 변동 사항은 없다.
| 지역 | 16대 국회 지역구            | 17대 국회 지역구            | 비교             |
| ---- | --------------------------- | --------------------------- | ---------------- |
| 서울 | 성동구                      | 성동구 갑을                 | 분구             |
| 서울 | 노원구 갑을                 | 노원구 갑을병               | 분구             |
| 서울 | 송파구 갑을                 | 송파구 갑을병               | 분구             |
| 경기 | 수원시 팔달구               | 수원시 팔달구               | 선거구 신설 분구 |
| 경기 | 수원시 팔달구               | 수원시 영통구               | 선거구 신설 분구 |
| 경기 | 안양시 동안구               | 안양시 동안구 갑을          | 분구             |
| 경기 | 화성시·오산시               | 화성시                      | 분구             |
| 경기 | 화성시·오산시               | 오산시                      | 분구             |
| 경기 | 광명시                      | 광명시 갑을                 | 분구             |
| 경기 | 의정부시                    | 의정부시 갑을               | 분구             |
| 경기 | 남양주시                    | 남양주시 갑을               | 분구             |
| 경기 | 이천시                      | 이천시·여주군               | 선거구 통폐합    |
| 경기 | 여주군                      | 이천시·여주군               | 선거구 통폐합    |
| 경기 | 연천군·포천군               | 포천시·연천군               | 명칭 변경        |
| 경기 | 광주군                      | 광주시                      | 명칭 변경        |
| 경기 | 과천시·의왕시               | 의왕시·과천시               | 명칭 변경        |
| 인천 | 계양구                      | 계양구 갑을                 | 분구             |
| 부산 | 남구                        | 남구 갑을                   | 분구             |
| 울산 | 남구                        | 남구 갑을                   | 분구             |
| 경남 | 김해시                      | 김해시 갑을                 | 분구             |
| 경남 | 진주시                      | 진주시 갑을                 | 분구             |
| 경남 | 의령군·함안군               | 의령군·함안군·합천군        | 선거구 통폐합    |
| 경남 | 함양군·거창군               | 산청군·함양군·거창군        | 선거구 통폐합    |
| 경남 | 산청군·함안군               | 산청군·함양군·거창군        | 선거구 통폐합    |
| 대구 | 동구                        | 동구 갑을                   | 분구             |
| 대구 | 달서구 갑을                 | 달서구 갑을병               | 분구             |
| 경북 | 구미시                      | 구미시 갑을                 | 분구             |
| 경북 | 칠곡군                      | 고령군·성주군·칠곡군        | 선거구 통폐합    |
| 경북 | 성주군·고령군               | 고령군·성주군·칠곡군        | 선거구 통폐합    |
| 경북 | 군위군·의성군               | 군위군·의성군·청송군        | 선거구 통폐합    |
| 경북 | 청송군·영양군·영덕군        | 영양군·영덕군·봉화군·울진군 | 선거구 통폐합    |
| 경북 | 봉화군·울진군               | 영양군·영덕군·봉화군·울진군 | 선거구 통폐합    |
| 광주 | 서구                        | 서구 갑을                   | 분구             |
| 전남 | 여수시                      | 여수시 갑을                 | 분구             |
| 전남 | 나주시                      | 나주시·화순군               | 구역 조정        |
| 전남 | 화순군·보성군               | 나주시·화순군               | 구역 조정        |
| 전남 | 고흥군                      | 고흥군·보성군               | 구역 조정        |
| 전북 | 전주시 완산구               | 전주시 완산구 갑을          | 분구             |
| 전북 | 익산시                      | 익산시 갑을                 | 분구             |
| 전북 | 김제시                      | 김제시·완주군               | 선거구 통폐합    |
| 전북 | 완주군·임실군               | 진안군·무주군·장수군·임실군 | 선거구 통폐합    |
| 전북 | 진안군·장수군·무주군        | 진안군·무주군·장수군·임실군 | 선거구 통폐합    |
| 충남 | 부여군                      | 부여군·청양군               | 선거구 통폐합    |
| 충남 | 예산군                      | 홍성군·예산군               | 선거구 통폐합    |
| 충남 | 홍성군·청양군               | 홍성군·예산군               | 선거구 통폐합    |
| 충남 | 논산시·금산군               | 논산시·계룡시·금산군        | 명칭 변경        |
| 충북 | 청주시 흥덕구               | 청주시 흥덕구 갑을          | 분구             |
| 충북 | 진천군·괴산군·음성군        | 증평군·진천군·괴산군·음성군 | 명칭 변경        |
| 강원 | 철원군·화천군·양구군        | 철원군·화천군·양구군·인제군 | 구역 조정        |
| 강원 | 속초시·고성군·양양군·인제군 | 속초시·고성군·양양군        | 구역 조정        |
| 강원 | 태백시·정선군               | 태백시·영월군·평창군·정선군 | 선거구 통폐합    |
| 강원 | 영월군·평창군               | 태백시·영월군·평창군·정선군 | 선거구 통폐합    |
| 제주 | 제주시                      | 제주시·북제주군 갑을        | 선거구 통폐합    |
| 제주 | 북제주군                    | 제주시·북제주군 갑을        | 선거구 통폐합    |

### 열린우리당
열린우리당은 2004년 초 정동영이 당의장에 선출되면서 새천년민주당에 뒤처지던 지지도가 역전되어 2위로 올라섰고, 일부 여론조사에서는 한나라당과 경합 내지는 근소한 차이로 1위로 올라서는 선전을 펼쳤다. 이에 일각에서는 17대 총선에서 과반수까지는 어렵더라도 최소한 제1당은 차지할 것이라는 희망 섞인 전망이 나왔는데, 2004년 3월 12일에 터진 노무현 대통령 탄핵소추에 대한 비판적인 여론에 힘입어 당의 지지도가 급상승하였고, 과반수가 확실시되는 상황으로 반전이 일어났다. 그러나 이후 한나라당의 박근혜 대표를 앞세운 선거운동이 효력을 발휘하고 여기에 정동영 당시 의장의 노인 폄하 발언이 구설수에 오르면서, 정동영은 이에 책임을 지고 선대 위원장직 사퇴 및 비례대표 후보 사퇴라는 초강수를 두었다. 총선 결과 원내 152석을 확보하면서 1987년 민주화 이후 최초로 선거에서 집권당으로서 국회 과반수 의석을 차지하였다.

### 한나라당
한나라당은 16대 대선에서 대권 강력후보 이회창은 대선 2번째 도전에서 결국 패배하면서 정계에서 은퇴하여 떠나고 야당 생활은 계속 이어 갔다. 그러나 수백억원의 기업 비자금을 대선 자금으로 수수한 이른바 "차떼기 사건"으로 당의 이미지가 크게 실추되었고, 새천년민주당, 자민련과 함께 노무현 대통령 탄핵소추안을 통과시키면서 지지도가 결정적으로 하락하였다. 이후 전당 대회에서 탄핵의 정당성을 주장한 홍사덕 의원을 제치고 총선에서의 승리를 공약한 박근혜 의원이 새로운 대표로 선출되었다. 박근혜는 차떼기 사건에 대한 대국민 사죄와 함께 목표 개헌 저지선 100석 이상 확보 및 거여 견제론에 바탕하여 선거 운동을 펼쳤고, 영남 지역의 지지에 힘입어 원내 121석을 확보하여 선거 운동 기간 초기에 예상되었던 참패는 면할 수 있었다. 만약 의석수 100석 미달하면 보수 우파의 자존심에 엄청난 상처를 입게 된다. 허나 지역구 의석수 100석 가운데 60석 정도는 텃밭이던 영남권 지역으로, 비영남권 지역에선 서울 강남권, 강원, 경기 동남부 지역 중심으로 40석 밖에 못얻었다는 한계는 보였다. 사실 이것도 범여권이 분열했기에 가능한 성과였다. 그리고 이후 한나라당은 이명박과 박근혜가 새로운 차기 대선주자로 떠오르며 본격적인 친이, 친박 계파 구도가 형성되기 시작한다.

### 민주노동당
민주노동당은 사상 최초로 국회에 진출하는 것을 목표로 하였다. 민주노동당은 권영길(權永吉) 대표의 지역구를 포함, 두 곳의 지역구에서 승리하였고, 13.0% 정당투표 득표율로 무려 8석의 비례대표 의석을 차지하여 새천년민주당을 제치고 원내 제3당의 위치를 차지하게 되었다.

### 새천년민주당
새천년민주당은 총선을 앞두고 한나라당과 공동으로 통과시킨 노무현 대통령 탄핵소추에 대한 반발로 지지도가 급락하는 타격을 입었다. 무엇보다도 한나라당에 대한 뿌리깊은 반감이 있는 호남 지역에서의 약세가 두드러졌고, 이어진 당내 내분의 결과 추미애가 새천년민주당의 선대 위원장을 맡았다. 추미애는 광주광역시에서 삼보일배를 하면서 선거운동을 시작하여 지지세 회복을 도모했지만 광주광역시와 전라북도에서 모든 의석을 열린우리당에 내주고, 전라남도에서 5석, 비례대표 4석을 얻어 원내 9석에 그치는 참패를 당했다.

### 자유민주연합
자유민주연합은 자신들의 지역적 기반이라 할 수 있는 충청권에서 지지를 호소하였다. 그러나 노무현 대통령이 충청권에 행정수도 건설을 공약하고 이를 실현에 옮기려는 상황에서 자유민주연합이 한나라당, 새천년민주당과 공조해 노무현 대통령을 탄핵한데 대해 충청권의 민심은 냉랭했고 그 결과 대전광역시와 충청북도의 모든 의석을 열린우리당에 내주고 충청남도에서 겨우 4석을 얻는데 그쳤다. 자유민주연합 총재 김종필은 비례대표 순위 1번으로 등록하여 국회의원선거 10선 달성을 목표로 했지만 지역구 의석이 4석에 그치고 비례대표 득표 역시 2.8%로, "비례대표 득표율 3% 이상 또는 지역구 5석 이상"인 비례대표 의석 배분 규칙에 미달하여 원내 입성이 좌절되어 결국 정계 은퇴를 선언하였다.

### 무소속 및 기타 정당
- 제17대 총선에서 무소속으로 당선된 국회의원은 문경시·예천군의 신국환과 나주시·화순군의 최인기뿐이었다.(이후 두 의원 모두 민주당에 입당하였다.)
- 국민통합21은 울산 동구의 정몽준이 당선에 성공하여 1석을 얻었지만 대한민국의 시·도당과 당원의 수가 부족하여 17대 국회가 개시된 후 약 3개월여가 2004년 9월경에 정당 등록이 취소되었다. 그로부터 2년 후에는 정몽준 의원은 한나라당으로 입당했다.

## 투표율
- 전국 선거인수 35,596,497명 중 21,581,550명이 투표하여, 투표율은 60.6%를 기록하였으며 이는 지난 16대 총선의 투표율 57.2%와 비교하면 높고, 2002년 대선의 70.8%에 비교하면 낮은 수치이다.

|        | 서울   | 부산   | 대구   | 인천   | 광주   | 대전   | 울산   | 경기   | 강원   | 충북   | 충남   | 전북   | 전남   | 경북   | 경남   | 제주   |
| ------ | ------ | ------ | ------ | ------ | ------ | ------ | ------ | ------ | ------ | ------ | ------ | ------ | ------ | ------ | ------ | ------ |
| 투표율 | 62.2 % | 61.9 % | 59.3 % | 57.4 % | 60.2 % | 58.9 % | 62.0 % | 59.7 % | 59.7 % | 58.2 % | 56.0 % | 61.2 % | 63.4 % | 61.5 % | 62.3 % | 61.1 % |

## 선거 결과

### 정당별 당선자 수
| ↓          |            |              |        |            |              |          |  |
| 10         | 152        | 9            | 2      | 1          | 4            | 121      |  |
| 민주노동당 | 열린우리당 | 새천년민주당 | 무소속 | 국민통합21 | 자유민주연합 | 한나라당 |  |

정당별 의석 비율
정당별 비례대표 득표율
| 정당         | 지역구 | 비례대표 | 합계 |
| ------------ | ------ | -------- | ---- |
| 열린우리당   | 129    | 23       | 152  |
| 한나라당     | 100    | 21       | 121  |
| 민주노동당   | 2      | 8        | 10   |
| 새천년민주당 | 5      | 4        | 9    |
| 자유민주연합 | 4      | 0        | 4    |
| 국민통합21   | 1      | 0        | 1    |
| 무소속       | 2      | ―        | 2    |
| 합계         | 243    | 56       | 299  |

### 지역별 지역구 의석 분포
| 지역 | 한나라당 | 민주당 | 열린우리당 | 자유민주연합 | 민주노동당 | 국민통합21 | 무소속 | 합계 |
| ---- | -------- | ------ | ---------- | ------------ | ---------- | ---------- | ------ | ---- |
| 서울 | 16       | -      | 32         | -            | -          | -          | -      | 48   |
| 부산 | 17       | -      | 1          | -            | -          | -          | -      | 18   |
| 대구 | 12       | -      | -          | -            | -          | -          | -      | 12   |
| 인천 | 3        | -      | 9          | -            | -          | -          | -      | 12   |
| 광주 | -        | -      | 7          | -            | -          | -          | -      | 7    |
| 대전 | -        | -      | 6          | -            | -          | -          | -      | 6    |
| 울산 | 3        | -      | 1          | -            | 1          | 1          | -      | 6    |
| 경기 | 14       | -      | 35         | -            | -          | -          | -      | 49   |
| 강원 | 6        | -      | 2          | -            | -          | -          | -      | 8    |
| 충북 | -        | -      | 8          | -            | -          | -          | -      | 8    |
| 충남 | 1        | -      | 5          | 4            | -          | -          | -      | 10   |
| 전북 | -        | -      | 11         | -            | -          | -          | -      | 11   |
| 전남 | -        | 5      | 7          | -            | -          | -          | 1      | 13   |
| 경북 | 14       | -      | -          | -            | -          | -          | 1      | 15   |
| 경남 | 14       | -      | 2          | -            | 1          | -          | -      | 17   |
| 제주 | -        | -      | 3          | -            | -          | -          | -      | 3    |
| 합계 | 100      | 5      | 129        | 4            | 2          | 1          | 2      | 243  |

### 지역구 득표 결과
| 정당           | 득표수     | 득표율 | 당선인 | 비고     |
| -------------- | ---------- | ------ | ------ | -------- |
| 한나라당       | 8,083,609  | 37.90% | 100    |          |
| 새천년민주당   | 1,698,368  | 7.96%  | 5      |          |
| 열린우리당     | 8,957,665  | 41.99% | 129    |          |
| 자유민주연합   | 569,083    | 2.67%  | 4      |          |
| 국민통합21     | 63,989     | 0.30%  | 1      |          |
| 민주국민당     | 4,347      | 0.02%  |        | 등록취소 |
| 가자희망2080   | 1,253      | 0.01%  |        | 등록취소 |
| 민주공화당     | 2,405      | 0.01%  |        | 등록취소 |
| 구국총연합     | 226        | 0.00%  |        | 등록취소 |
| 한국기독당     | 8,267      | 0.04%  |        | 등록취소 |
| 노년권익보호당 | 2,582      | 0.01%  |        | 등록취소 |
| 녹색사민당     | 37,789     | 0.18%  |        | 등록취소 |
| 민주노동당     | 920,229    | 4.31%  | 2      |          |
| 사회당         | 8,004      | 0.04%  |        | 등록취소 |
| 무소속         | 972,954    | 4.56%  | 2      |          |
| 총합           | 21,330,770 |        | 243    |          |

### 비례대표 득표 결과
|  | 38.26% |

|  | 35.76% |

|  | 13.03% |

|  | 7.09% |

|  | 2.82% |

|  | 1.07% |

|  | 0.56% |

|  | 0.48% |

|  | 0.22% |

|  | 0.18% |

|  | 0.17% |

|  | 0.14% |

|  | 0.11% |

|  | 0.04% |

열린우리당은 당초 170석, 많게는 200석까지 차지할 것으로 예상되었으나 정동영 의장의 노인 폄하 발언으로 턱걸이하는데에 그쳤다. 반면 한나라당의 경우 박근혜의 지도 아래 기사회생하여 피해를 최소화하는데에 성공하였다. 민주노동당은 대한민국의 사회주의 정당중에선 최초로 원내에 입성한 정당이 되었다. 자유민주연합의 경우, 4석을 얻는데 그쳤고 봉쇄조항을 넘기지 못함으로써 비례 1번이었던  김종필이 낙선하는 불상사가 생겼다.

## 당선자

### 지역구
열린우리당 
 한나라당 
 새천년민주당 
 자유민주연합 
 민주노동당 
 국민통합21 
 무소속 

| 시·도      | 선거구 / 당선자      | 선거구 / 당선자             | 선거구 / 당선자             | 선거구 / 당선자             |
| 서울특별시 | 종로구               | 중구                        | 용산구                      | 성동구 갑                   |
| ---------- | -------------------- | --------------------------- | --------------------------- | --------------------------- |
| 서울특별시 | 박진                 | 박성범                      | 진영                        | 최재천                      |
| 서울특별시 |                      |                             |                             |                             |
| 서울특별시 | 성동구 을            | 광진구 갑                   | 광진구 을                   | 동대문구 갑                 |
| 서울특별시 | 임종석               | 김영춘                      | 김형주                      | 김희선                      |
| 서울특별시 |                      |                             |                             |                             |
| 서울특별시 | 동대문구 을          | 중랑구 갑                   | 중랑구 을                   | 성북구 갑                   |
| 서울특별시 | 홍준표               | 이화영                      | 김덕규                      | 유재건                      |
| 서울특별시 |                      |                             |                             |                             |
| 서울특별시 | 성북구 을            | 강북구 갑                   | 강북구 을                   | 도봉구 갑                   |
| 서울특별시 | 신계륜               | 오영식                      | 최규식                      | 김근태                      |
| 서울특별시 |                      |                             |                             |                             |
| 서울특별시 | 도봉구 을            | 노원구 갑                   | 노원구 을                   | 노원구 병                   |
| 서울특별시 | 유인태               | 정봉주                      | 우원식                      | 임채정                      |
| 서울특별시 |                      |                             |                             |                             |
| 서울특별시 | 은평구 갑            | 은평구 을                   | 서대문구 갑                 | 서대문구 을                 |
| 서울특별시 | 이미경               | 이재오                      | 우상호                      | 정두언                      |
| 서울특별시 |                      |                             |                             |                             |
| 서울특별시 | 마포구 갑            | 마포구 을                   | 양천구 갑                   | 양천구 을                   |
| 서울특별시 | 노웅래               | 정청래                      | 원희룡                      | 김낙순                      |
| 서울특별시 |                      |                             |                             |                             |
| 서울특별시 | 강서구 갑            | 강서구 을                   | 구로구 갑                   | 구로구 을                   |
| 서울특별시 | 신기남               | 노현송                      | 이인영                      | 김한길                      |
| 서울특별시 |                      |                             |                             |                             |
| 서울특별시 | 금천구               | 영등포구 갑                 | 영등포구 을                 | 동작구 갑                   |
| 서울특별시 | 이목희               | 고진화                      | 권영세                      | 전병헌                      |
| 서울특별시 |                      |                             |                             |                             |
| 서울특별시 | 동작구 을            | 관악구 갑                   | 관악구 을                   | 서초구 갑                   |
| 서울특별시 | 이계안               | 유기홍                      | 이해찬                      | 이혜훈                      |
| 서울특별시 |                      |                             |                             |                             |
| 서울특별시 | 서초구 을            | 강남구 갑                   | 강남구 을                   | 송파구 갑                   |
| 서울특별시 | 김덕룡               | 이종구                      | 공성진                      | 맹형규                      |
| 서울특별시 |                      |                             |                             |                             |
| 서울특별시 | 송파구 을            | 송파구 병                   | 강동구 갑                   | 강동구 을                   |
| 서울특별시 | 박계동               | 이근식                      | 김충환                      | 이상경                      |
| 서울특별시 |                      |                             |                             |                             |
| 부산광역시 | 중구·동구            | 서구                        | 영도구                      | 부산진구 갑                 |
| 부산광역시 | 정의화               | 유기준                      | 김형오                      | 김병호                      |
| 부산광역시 |                      |                             |                             |                             |
| 부산광역시 | 부산진구 을          | 동래구                      | 남구 갑                     | 남구 을                     |
| 부산광역시 | 이성권               | 이재웅                      | 김정훈                      | 김무성                      |
| 부산광역시 |                      |                             |                             |                             |
| 부산광역시 | 북구·강서구 갑       | 북구·강서구 을              | 해운대구·기장군 갑          | 해운대구·기장군 을          |
| 부산광역시 | 정형근               | 허태열                      | 서병수                      | 안경률                      |
| 부산광역시 |                      |                             |                             |                             |
| 부산광역시 | 사하구 갑            | 사하구 을                   | 금정구                      | 연제구                      |
| 부산광역시 | 엄호성               | 조경태                      | 박승환                      | 김희정                      |
| 부산광역시 |                      |                             |                             |                             |
| 부산광역시 | 수영구               | 사상구                      |                             |                             |
| 부산광역시 | 박형준               | 권철현                      |                             |                             |
| 부산광역시 |                      |                             |                             |                             |
| 대구광역시 | 중구·남구            | 동구 갑                     | 동구 을                     | 서구                        |
| 대구광역시 | 곽성문               | 주성영                      | 박창달                      | 강재섭                      |
| 대구광역시 |                      |                             |                             |                             |
| 대구광역시 | 북구 갑              | 북구 을                     | 수성구 갑                   | 수성구 을                   |
| 대구광역시 | 이명규               | 안택수                      | 이한구                      | 주호영                      |
| 대구광역시 |                      |                             |                             |                             |
| 대구광역시 | 달서구 갑            | 달서구 을                   | 달서구 병                   | 달성군                      |
| 대구광역시 | 박종근               | 이해봉                      | 김석준                      | 박근혜                      |
| 대구광역시 |                      |                             |                             |                             |
| 인천광역시 | 중구·동구·옹진군     | 남구 갑                     | 남구 을                     | 연수구                      |
| 인천광역시 | 한광원               | 유필우                      | 안영근                      | 황우여                      |
| 인천광역시 |                      |                             |                             |                             |
| 인천광역시 | 남동구 갑            | 남동구 을                   | 부평구 갑                   | 부평구 을                   |
| 인천광역시 | 이윤성               | 이호웅                      | 문병호                      | 최용규                      |
| 인천광역시 |                      |                             |                             |                             |
| 인천광역시 | 계양구 갑            | 계양구 을                   | 서구·강화군 갑              | 서구·강화군 을              |
| 인천광역시 | 신학용               | 송영길                      | 김교흥                      | 이경재                      |
| 인천광역시 |                      |                             |                             |                             |
| 광주광역시 | 동구                 | 서구 갑                     | 서구 을                     | 남구                        |
| 광주광역시 | 양형일               | 염동연                      | 정동채                      | 지병문                      |
| 광주광역시 |                      |                             |                             |                             |
| 광주광역시 | 북구 갑              | 북구 을                     | 광산구                      |                             |
| 광주광역시 | 강기정               | 김태홍                      | 김동철                      |                             |
| 광주광역시 |                      |                             |                             |                             |
| 대전광역시 | 동구                 | 중구                        | 서구 갑                     | 서구 을                     |
| 대전광역시 | 선병렬               | 권선택                      | 박병석                      | 구논회                      |
| 대전광역시 |                      |                             |                             |                             |
| 대전광역시 | 유성구               | 대덕구                      |                             |                             |
| 대전광역시 | 이상민               | 김원웅                      |                             |                             |
| 대전광역시 |                      |                             |                             |                             |
| 울산광역시 | 중구                 | 남구 갑                     | 남구 을                     | 동구                        |
| 울산광역시 | 정갑윤               | 최병국                      | 김기현                      | 정몽준                      |
| 울산광역시 |                      |                             |                             |                             |
| 울산광역시 | 북구                 | 울주군                      |                             |                             |
| 울산광역시 | 조승수               | 강길부                      |                             |                             |
| 울산광역시 |                      |                             |                             |                             |
| 경기도     | 수원시 장안구        | 수원시 권선구               | 수원시 팔달구               | 수원시 영통구               |
| 경기도     | 심재덕               | 이기우                      | 남경필                      | 김진표                      |
| 경기도     |                      |                             |                             |                             |
| 경기도     | 성남시 수정구        | 성남시 중원구               | 성남시 분당구 갑            | 성남시 분당구 을            |
| 경기도     | 김태년               | 이상락                      | 고흥길                      | 임태희                      |
| 경기도     |                      |                             |                             |                             |
| 경기도     | 의정부시 갑          | 의정부시 을                 | 안양시 만안구               | 안양시 동안구 갑            |
| 경기도     | 문희상               | 강성종                      | 이종걸                      | 이석현                      |
| 경기도     |                      |                             |                             |                             |
| 경기도     | 안양시 동안구 을     | 부천시 원미구 갑            | 부천시 원미구 을            | 부천시 소사구               |
| 경기도     | 심재철               | 김기석                      | 배기선                      | 김문수                      |
| 경기도     |                      |                             |                             |                             |
| 경기도     | 부천시 오정구        | 광명시 갑                   | 광명시 을                   | 평택시 갑                   |
| 경기도     | 원혜영               | 이원영                      | 전재희                      | 우제항                      |
| 경기도     |                      |                             |                             |                             |
| 경기도     | 평택시 을            | 양주시·동두천시             | 안산시 상록구 갑            | 안산시 상록구 을            |
| 경기도     | 정장선               | 정성호                      | 장경수                      | 임종인                      |
| 경기도     |                      |                             |                             |                             |
| 경기도     | 안산시 단원구 갑     | 안산시 단원구 을            | 고양시 덕양구 갑            | 고양시 덕양구 을            |
| 경기도     | 천정배               | 제종길                      | 유시민                      | 최성                        |
| 경기도     |                      |                             |                             |                             |
| 경기도     | 고양시 일산구 갑     | 고양시 일산구 을            | 의왕시·과천시               | 구리시                      |
| 경기도     | 한명숙               | 김영선                      | 안상수                      | 윤호중                      |
| 경기도     |                      |                             |                             |                             |
| 경기도     | 남양주시 갑          | 남양주시 을                 | 오산시                      | 화성시                      |
| 경기도     | 최재성               | 박기춘                      | 안민석                      | 안병엽                      |
| 경기도     |                      |                             |                             |                             |
| 경기도     | 시흥시 갑            | 시흥시 을                   | 군포시                      | 하남시                      |
| 경기도     | 백원우               | 조정식                      | 김부겸                      | 문학진                      |
| 경기도     |                      |                             |                             |                             |
| 경기도     | 파주시               | 이천시·여주군               | 용인시 갑                   | 용인시 을                   |
| 경기도     | 이재창               | 이규택                      | 우제창                      | 한선교                      |
| 경기도     |                      |                             |                             |                             |
| 경기도     | 안성시               | 김포시                      | 광주시                      | 포천시·연천군               |
| 경기도     | 김선미               | 유정복                      | 박혁규                      | 이철우                      |
| 경기도     |                      |                             |                             |                             |
| 경기도     | 양평군·가평군        |                             |                             |                             |
| 경기도     | 정병국               |                             |                             |                             |
| 경기도     |                      |                             |                             |                             |
| 강원도     | 춘천시               | 원주시                      | 강릉시                      | 동해시·삼척시               |
| 강원도     | 허천                 | 이계진                      | 심재엽                      | 최연희                      |
| 강원도     |                      |                             |                             |                             |
| 강원도     | 속초시·고성군·양양군 | 홍천군·횡성군               | 태백시·영월군·평창군·정선군 | 철원군·화천군·양구군·인제군 |
| 강원도     | 정문헌               | 조일현                      | 이광재                      | 박세환                      |
| 강원도     |                      |                             |                             |                             |
| 충청북도   | 청주시 상당구        | 청주시 흥덕구 갑            | 청주시 흥덕구 을            | 충주시                      |
| 충청북도   | 홍재형               | 오제세                      | 노영민                      | 이시종                      |
| 충청북도   |                      |                             |                             |                             |
| 충청북도   | 제천시·단양군        | 청원군                      | 보은군·옥천군·영동군        | 증평군·진천군·괴산군·음성군 |
| 충청북도   | 서재관               | 변재일                      | 이용희                      | 김종률                      |
| 충청북도   |                      |                             |                             |                             |
| 충청남도   | 천안시 갑            | 천안시 을                   | 공주시·연기군               | 보령시·서천군               |
| 충청남도   | 양승조               | 박상돈                      | 오시덕                      | 류근찬                      |
| 충청남도   |                      |                             |                             |                             |
| 충청남도   | 아산시               | 서산시·태안군               | 논산시·계룡시·금산군        | 부여군·청양군               |
| 충청남도   | 복기왕               | 문석호                      | 이인제                      | 김학원                      |
| 충청남도   |                      |                             |                             |                             |
| 충청남도   | 홍성군·예산군        | 당진군                      |                             |                             |
| 충청남도   | 홍문표               | 김낙성                      |                             |                             |
| 충청남도   |                      |                             |                             |                             |
| 전라북도   | 전주시 완산구 갑     | 전주시 완산구 을            | 전주시 덕진구               | 군산시                      |
| 전라북도   | 장영달               | 이광철                      | 채수찬                      | 강봉균                      |
| 전라북도   |                      |                             |                             |                             |
| 전라북도   | 익산시 갑            | 익산시 을                   | 정읍시                      | 남원시·순창군               |
| 전라북도   | 한병도               | 조배숙                      | 김원기                      | 이강래                      |
| 전라북도   |                      |                             |                             |                             |
| 전라북도   | 김제시·완주군        | 진안군·무주군·장수군·임실군 | 고창군·부안군               |                             |
| 전라북도   | 최규성               | 정세균                      | 김춘진                      |                             |
| 전라북도   |                      |                             |                             |                             |
| 전라남도   | 목포시               | 여수시 갑                   | 여수시 을                   | 순천시                      |
| 전라남도   | 이상열               | 김성곤                      | 주승용                      | 서갑원                      |
| 전라남도   |                      |                             |                             |                             |
| 전라남도   | 나주시·화순군        | 광양시·구례군               | 담양군·곡성군·장성군        | 고흥군·보성군               |
| 전라남도   | 최인기               | 우윤근                      | 김효석                      | 신중식                      |
| 전라남도   |                      |                             |                             |                             |
| 전라남도   | 장흥군·영암군        | 강진군·완도군               | 해남군·진도군               | 무안군·신안군               |
| 전라남도   | 유선호               | 이영호                      | 이정일                      | 한화갑                      |
| 전라남도   |                      |                             |                             |                             |
| 전라남도   | 함평군·영광군        |                             |                             |                             |
| 전라남도   | 이낙연               |                             |                             |                             |
| 전라남도   |                      |                             |                             |                             |
| 경상북도   | 포항시 북구          | 포항시 남구·울릉군          | 경주시                      | 김천시                      |
| 경상북도   | 이병석               | 이상득                      | 정종복                      | 임인배                      |
| 경상북도   |                      |                             |                             |                             |
| 경상북도   | 안동시               | 구미시 갑                   | 구미시 을                   | 영주시                      |
| 경상북도   | 권오을               | 김성조                      | 김태환                      | 장윤석                      |
| 경상북도   |                      |                             |                             |                             |
| 경상북도   | 영천시               | 상주시                      | 문경시·예천군               | 경산시·청도군               |
| 경상북도   | 이덕모               | 이상배                      | 신국환                      | 최경환                      |
| 경상북도   |                      |                             |                             |                             |
| 경상북도   | 고령군·성주군·칠곡군 | 군위군·의성군·청송군        | 영양군·영덕군·봉화군·울진군 |                             |
| 경상북도   | 이인기               | 김재원                      | 김광원                      |                             |
| 경상북도   |                      |                             |                             |                             |
| 경상남도   | 창원시 갑            | 창원시 을                   | 마산시 갑                   | 마산시 을                   |
| 경상남도   | 권경석               | 권영길                      | 김정부                      | 안홍준                      |
| 경상남도   |                      |                             |                             |                             |
| 경상남도   | 진주시 갑            | 진주시 을                   | 진해시                      | 통영시·고성군               |
| 경상남도   | 최구식               | 김재경                      | 김학송                      | 김명주                      |
| 경상남도   |                      |                             |                             |                             |
| 경상남도   | 사천시               | 김해시 갑                   | 김해시 을                   | 밀양시·창녕군               |
| 경상남도   | 이방호               | 김맹곤                      | 최철국                      | 김용갑                      |
| 경상남도   |                      |                             |                             |                             |
| 경상남도   | 거제시               | 양산시                      | 의령군·함안군·합천군        | 남해군·하동군               |
| 경상남도   | 김기춘               | 김양수                      | 김영덕                      | 박희태                      |
| 경상남도   |                      |                             |                             |                             |
| 경상남도   | 산청군·함양군·거창군 |                             |                             |                             |
| 경상남도   | 이강두               |                             |                             |                             |
| 경상남도   |                      |                             |                             |                             |
| 제주도     | 제주시·북제주군 갑   | 제주시·북제주군 을          | 서귀포시·남제주군           |                             |
| 제주도     | 강창일               | 김우남                      | 김재윤                      |                             |

### 비례대표
| #  | 열린우리당 | 한나라당 | 민주노동당 | 새천년민주당 |
| 1  | 장향숙     | 김애실   | 심상정     | 손봉숙       |
| 2  | 홍창선     | 박세일   | 단병호     | 김종인       |
| 3  | 김명자     | 박찬숙   | 이영순     | 이승희       |
| 4  | 김혁규     | 윤건영   | 천영세     | 김홍일       |
| 5  | 이경숙     | 송영선   | 최순영     |              |
| 6  | 박찬석     | 황진하   | 강기갑     |              |
| 7  | 홍미영     | 전여옥   | 현애자     |              |
| 8  | 조성태     | 정화원   | 노회찬     |              |
| 9  | 박영선     | 이계경   |            |              |
| 10 | 정의용     | 박재완   |            |              |
| 11 | 김현미     | 나경원   |            |              |
| 12 | 박명광     | 이주호   |            |              |
| 13 | 김영주     | 김영숙   |            |              |
| 14 | 조성래     | 유승민   |            |              |
| 15 | 강혜숙     | 고경화   |            |              |
| 16 | 정덕구     | 이군현   |            |              |
| 17 | 이은영     | 진수희   |            |              |
| 18 | 민병두     | 배일도   |            |              |
| 19 | 윤원호     | 안명옥   |            |              |
| 20 | 박홍수     | 서상기   |            |              |
| 21 | 유승희     | 박순자   |            |              |
| 22 | 장복심     |          |            |              |
| 23 | 김재홍     |          |            |              |

## 같이 보기
- 대한민국 제17대 국회의원 목록
- 2005년 대한민국 재보궐선거
- 2006년 대한민국 재보궐선거
- 2007년 대한민국 재보궐선거

## 참고자료
- 법률 제7189호 공직선거및선거부정방지법 (2004년 3월 12일)
- 중앙선거관리위원회 역대선거정보시스템 보관됨 2012-09-03 - archive.today
- 『제17대 국회의원선거총람 : 2004.4.15 시행』 (중앙선거관리위원회 2004)